# Ponte levadiça

Animação mostrando o funcionamento de uma ponte levadiça.

Uma ponte levadiça é um tipo de ponte móvel tipicamente associada com a entrada de um castelo. O termo é, frequentemente, usado para descrever todos os tipos diferentes de pontes móveis, como pontes basculantes e pontes erguidas verticalmente. Feita também com um sistema de proteção, podendo ser aberta tão somente por um mecanismo interno.
Tal como utilizadas em castelos ou estruturas defensivas, as pontes levadiças proporcionam acesso através de estruturas defensivas quando baixadas, mas podem ser rapidamente levantadas a partir do interior para impedir a entrada de uma força inimiga.

## Pontes levadiças de castelos

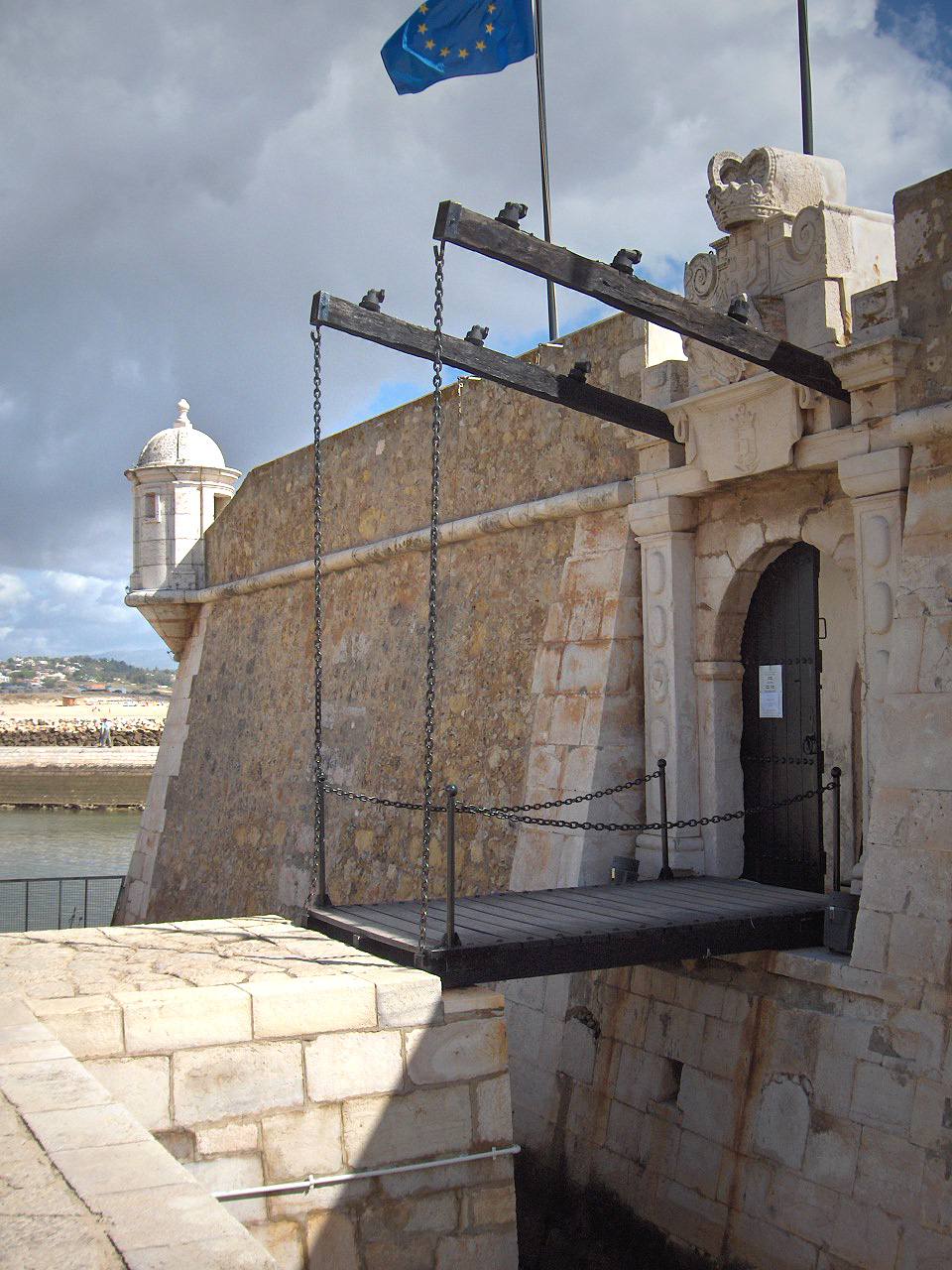
Ponte levadiça no forte da Ponta da Bandeira, em Lagos, Portugal.

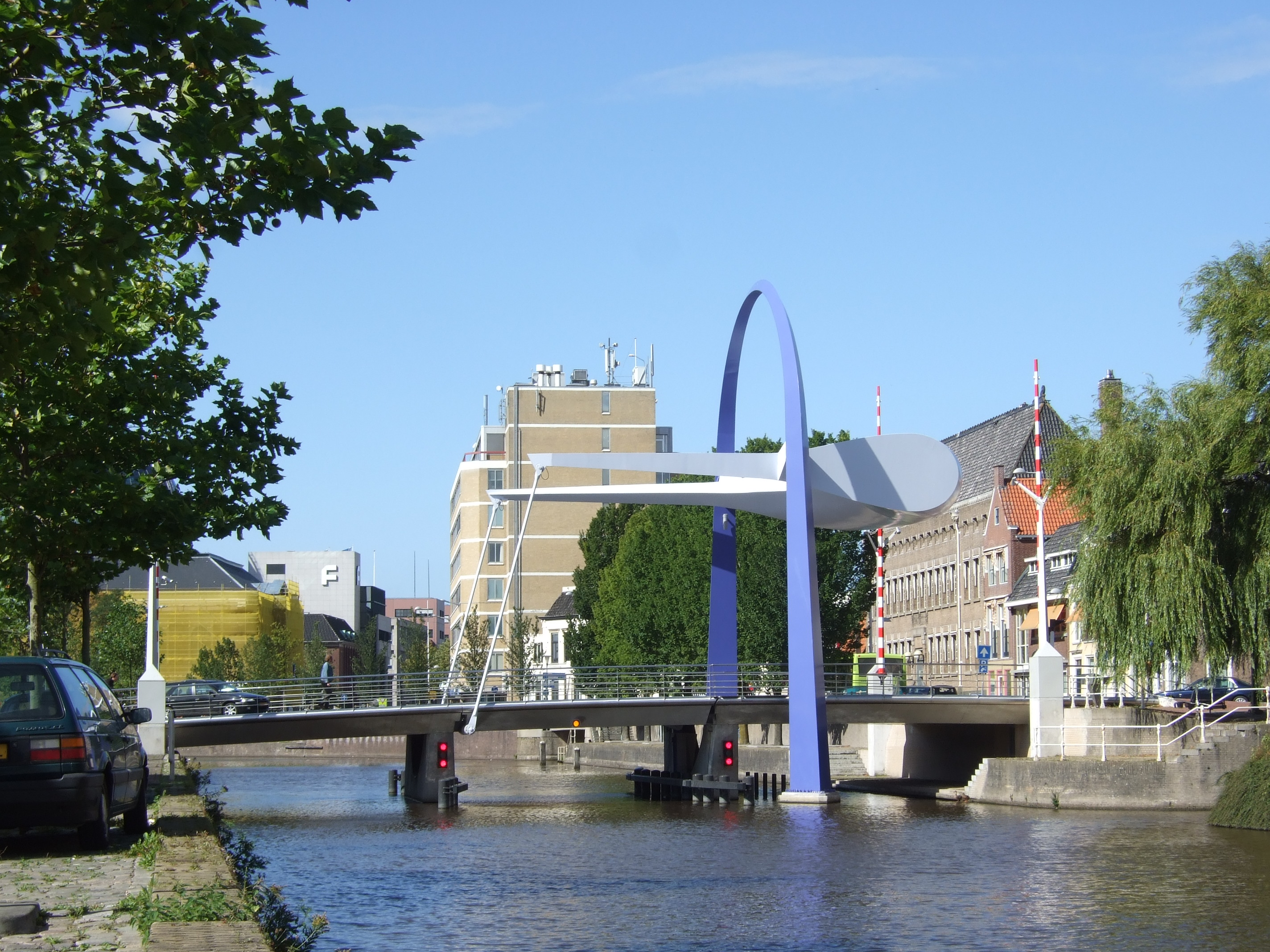
Uma ponte levadiça de viga dupla, em Leeuwarden, Holanda.

Os castelos medievais eram geralmente defendidos por uma vala ou fosso, atravessados por uma ponte de madeira. Nos primeiros castelos, a ponte podia ser projetada para ser destruída ou removida em caso de ataque, mas as pontes levadiças tornaram-se muito comuns. Um arranjo típico teria a ponte levadiça imediatamente fora de uma portaria, consistindo de um tabuleiro de madeira com uma borda dobradiça ou girando na soleira da portaria, de modo que na posição elevada, a ponte ficaria rente ao portão, formando uma barreira adicional à entrada. Seria apoiado por um ou mais grades de ferro e portões. O acesso à ponte poderia ser dificultado com mísseis a partir de mata-cães acima ou seteiras nas torres flanqueadas.
A ponte seria elevada ou abaixada por meio de cordas ou correntes presas a um guincho em uma câmara na portaria acima da passagem do portão. Somente uma ponte muito leve poderia ser erguida dessa maneira sem qualquer forma de contrapeso, então normalmente é encontrada alguma forma de arranjo como de uma ponte basculante. A ponte pode se estender até a passagem do portão além do ponto de articulação, seja sobre um fosso no qual a parte interna pode balançar (proporcionando mais um obstáculo ao ataque), ou na forma de vigas contrapesadas que caem em fendas no chão.
As próprias correntes de elevação poderiam ser fixadas a contrapesos. Em alguns casos, uma ponte levadiça fornece o peso, como no Castelo de Alnwick. No século XIV, uma ponte basculante era fornecida por braços de elevação (chamados "arpões") acima e paralelos ao tabuleiro da ponte, cujas extremidades eram ligadas por correntes à extremidade de elevação da ponte. Na posição elevada, os arpões caberiam em fendas na parede da portaria (ranhuras) que muitas vezes ainda podem ser vistas, como no Castelo de Herstmonceux. Dentro do castelo, os arpões eram estendidos para suportar contrapesos, ou podiam formar as vigas laterais de um portão robusto que ficaria contra o telhado da passagem do portão quando a ponte levadiça fosse derrubada, mas fecharia contra o arco do portão quandp a ponte fosse levantada.
Na França, pontes levadiças funcionais sobrevivem em vários castelos, incluindo o Castelo de Plessis-Bourré. Na Inglaterra, duas pontes levadiças em funcionamento permanecem em uso regular em Helmingham Hall, que data do início do século XVI.

### Ponte giratória
Uma ponte articulada em munhões centrais é chamada de ponte giratória e pode ou não ter as correntes de elevação características de uma ponte levadiça. A extremidade interna carregava contrapesos que lhe permitiam afundar em um buraco na passagem do portão e, quando horizontal, a ponte costumava ser sustentada por estacas robustas inseridas nas paredes laterais. Esse era um arranjo desajeitado e muitas pontes giratórias foram substituídas por pontes levadiças mais avançadas.

## Fortes
Pontes levadiças também foram usadas nos Fortes de Palmerston, no Reino Unido e na Irlanda, usando-as na forma de pontes rolantes de Guthrie.

## Na arte
As pontes levadiças apareceram em filmes como parte de cenários de castelos. Quando a ponte levadiça necessita ser funcional, isso normalmente apresenta desafios de engenharia, uma vez que o conjunto pode não ser capaz de suportar o peso da ponte da maneira convencional. Uma solução é construir a ponte levadiça em aço e concreto antes de esconder os materiais estruturais atrás de madeira e gesso.